# Alexander Grau (Filmmanager)
Alexander August Eduard Grau (* 1. Januar 1878 in Friederikenthal, Landkreis Preußisch Eylau; † 25. Januar 1938 in Berlin) war ein deutscher Berufsoffizier, Filmfirmenmanager und langjähriger UFA-Vorstand.

## Leben und Arbeit
Grau diente bis kurz vor Ende des Ersten Weltkriegs als Offizier. Während des Krieges bekleidete er zunächst den Rang eines Hauptmanns und wirkte als Pressechef im Kriegsministerium. Im Rang eines Majors wurde Grau schließlich als Leiter zum Bild- und Filmamt (BUFA) berufen. Als das BUFA durch Erich Ludendorff in eine nationale Großfilmgesellschaft mit stark deutsch-nationaler und patriotischer Ausrichtung umgewandelt werden sollte, schien Major Grau, einst der persönliche Referent des Ersten Generalquartiermeisters für Presse- und Propagandafragen, der ideale Vermittler eines Kontaktes zwischen dem Militär (Ludendorff) und der Großfinanz (Deutsche-Bank-Direktor Emil Georg von Stauß). Am 4. Juli 1917 sandte Ludendorff einen von Grau und Oberstleutnant von Haeften verfassten Brief an das Kriegsministerium, der als Gründungsdokument der UFA angesehen werden kann:

„Der Krieg hat die überragende Macht des Bildes und des Films als Aufklärungs- und Beeinflussungsmittel gezeigt. Leider haben unsere Feinde den Vorsprung, den sie auf diesem Gebiet haben, so gründlich ausgenutzt, daß schwerer Schaden für uns entstanden ist. Auch für die fernere Kriegsdauer wird der Film seine gewaltige Bedeutung als politisches und militärisches Beeinflussungsmittel nicht verlieren. Gerade aus diesem Grund ist es für einen glücklichen Abschluß des Krieges unbedingt erforderlich, daß der Film überall da, wo deutsche Einwirkung noch möglich ist, mit dem höchsten Nachdruck wirkt.“

Am 17. Dezember 1917 wurde schließlich die UFA gegründet, eine Win-Win-Situation für alle Beteiligten: „Man konnte sich gegenseitig gebrauchen. Es war ein sympathischer Tausch: Grau gab Einfluss, Beziehungen und Ludendorffs Ohr. Stauß lieferte dafür: Die Aussicht auf einen lukrativen Vorstandsposten.“ Daraufhin rückte Major Grau am 1. August 1918 in den Vorstand dieser nachmals mächtigsten deutschen Produktionsfirma ein. „Von diesem Tage bis zu seinem Tode tummelte sich das westpreußische Neujahrskind ... auf der Kommandobrücke des immer schlingernden Schiffes Ufa. Dort überstand Grau alle Stürme und überdauerte jeden Wechsel in der Schiffsführung. Denn er hatte sich die stillste Ecke der Ufa-Kommandobrücke ausgesucht: Die Theater-Abteilung. Er leitete sie, ohne von Branche-Fachkenntnissen vorbelastet zu sein, mit Disziplin“, wie es in einem Spiegel-Artikel vom September 1950 süffisant hieß.
Ein besonderes Anliegen war ihm seit den 20er Jahren die intensive Förderung der Produktion von Kulturfilmen. Für die Kulturfilm-Abteilung konnte Grau Oskar Kalbus als wissenschaftlichen Referenten gewinnen. Als der Spielfilmproduzent und -produktionsleiter Erich Pommer in den 20er Jahren vorübergehend die UFA verließ und in die USA ging, übernahm Grau auch dessen Arbeitsbereich im UFA-Vorstand. Zum Zeitpunkt seines Todes war Grau der letzte verbliebene Firmenmanager aus der Gründerzeit der UFA.
Er starb 1938 nur wenige Wochen nach seinem 60. Geburtstag in Berlin und wurde auf dem Waldfriedhof Dahlem beigesetzt. Das Grab ist nicht erhalten.
Alexander Grau war mit Erna Preuß verheiratet, der Tochter eines Schnapsfabrikanten.